# STAR☆ANIS
STAR☆ANIS(스타☆아니스, 일본어: スター☆アニス)는 도쿄도 지요다구에 있는 『아키하바라 디어 스테이지』 소속이며, 2012년에 결성된 일본의 음악 그룹이다. 애니메이션 및 아케이드 게임 《아이 엠 스타!》의 주제가 및 삽입곡을 담당하고 있다. 현재는 전원이 졸업을 했다. 칸자키 미즈키 노래성우 와 호시미야 이치고 노래성우 와 키리야 아오이 노래성우는 Mia REGINA이라는 노래 성우그룹을 하고있다. 현재는 멤버들전원의 개인트위터가 있다. 멤버중에서 시부키 란 노래성우인 이치쿠라 유나는 칸자키 미즈키 노래성우 와 호시미야 이치고 노래성우 와 키리야 아오이 노래성우와 공연을 같이 하고있다. 후배그룹:AIKATSU☆STARS!. 후임:아이카츠 스타즈!&아이카츠 프렌즈!. 음반회사:란티스.

## 멤버
- 미타니레미(아리스가와 오토메&토도 유리카&후지와라 미야비(아이 엠 스타!))-1990년5월 11일
- 아이노에리(키타오지 사쿠라&카제사와 소라&히메사토 마리아&크리스 코코네(아이 엠 스타!))
- 이치쿠라유나(시부키 란&이치노세 카에데&사에구사 키이&카미야 시온(아이 엠 스타!))
- 나루세에이미(덴파구미.inc, 호시미야 링고(아이 엠 스타!))
- 아이자와리사(덴파구미.inc, 미츠이시 오리히메(아이 엠 스타!), 엘자 포르테(아이카츠 스타즈!))

## Mia REGINA
- 사사카마리스코(칸자키 미즈키(아이 엠 스타!))
- 키리시마와카(호시미야 이치고(아이 엠 스타!))
- 우에바나후우리(키리야 아오이&오토시로 세이라&나츠키 미쿠루(아이 엠 스타!))

## 같이 보기
- AIKATSU☆STARS!
- BEST FRIENDS!
- STARRY PLANET☆